# Silvia Chivás
Silvia Chivás-Baró (Guantánamo, 10 settembre 1954) è un'ex velocista cubana.

## Biografia
A 17 anni non ancora compiuti ha vinto la medaglia di bronzo nei 100 metri piani e la medaglia d'argento nella staffetta 4×100 metri ai Giochi panamericani del 1971 a Cali.
Ai Giochi olimpici di Monaco 1972 ha vinto la medaglia di bronzo nei 100 metri piani, realizzando il record mondiale juniores nella batteria del primo turno di qualificazione con il tempo di 11"18. In quegli stessi Giochi olimpici ha ottenuto un'altra medaglia di bronzo nella staffetta 4×100 metri insieme alle compagne di squadra Marlene Elejarde, Carmen Valdés e Fulgencia Romay.
Nel 1975 ha vinto la medaglia d'argento nella staffetta 4×100 metri ai Giochi panamericani di Città del Messico. L'anno successivo ha partecipato ai Giochi olimpici di Montréal 1976, venendo eliminata in semifinale nei 100 metri piani ed in batteria nella staffetta 4×100 metri.
Un anno dopo ha vinto la medaglia d'oro nei 200 metri e la medaglia di bronzo nei 100 metri alle Universiadi del 1977 a Sofia, abbassando il proprio record nazionale nei 100 metri a 11"16 in semifinale. Pochi giorni prima, il 12 agosto, aveva stabilito anche il record nazionale dei 200 metri, fermando il cronometro a 22"85. Nello stesso anno ha ottenuto il terzo posto nei 100 metri alla prima edizione della Coppa del mondo di atletica leggera, disputatasi a Düsseldorf.
Nel 1978 ha vinto tre medaglie d'oro, nei 100 metri, nei 200 metri e nella staffetta 4×100 metri, ai Giochi centramericani e caraibici disputatisi a Medellín.
Nel 1979 ha vinto la medaglia di bronzo ai Giochi panamericani di San Juan nella staffetta 4×100 metri. Dopo questi ultimi Giochi, a soli 25 anni, si è ritirata dall'attività agonistica.